# Cột Đức Mẹ ở quảng trường Phố cổ Praha
Cột Đức Mẹ ở quảng trường Phố cổ Praha (tiếng Séc: Mariánský sloup (Staroměstské náměstí)) là một trong những tượng đài tôn giáo nổi tiếng về Đức Mẹ, nằm ở Phố cổ Praha, Cộng hòa Séc. Cột ban đầu được hình thành vào năm 1650, ngay sau khi Chiến tranh Ba Mươi Năm kết thúc. Ở trên đỉnh cột đặt một bức tượng phác họa hình ảnh Đức Mẹ Maria, nhằm suy tôn lòng thương xót của Ngài. Cột bị phá bỏ vào tháng 11 năm 1918, trùng với sự kiện sụp đổ của Đế quốc Áo-Hung. Cột Đức Mẹ ở quảng trường Phố cổ hiện nay là phiên bản được xây dựng lại vào năm 2020.

## Lịch sử
Cột Đức Mẹ ban đầu được xây dựng trên quảng trường Phố cổ vào năm 1650 dưới thời trị vì của Hoàng đế Ferdinand III. Đây là minh chứng cho sự biết ơn chân thành đối với Đức Trinh nữ Maria vì Ngài đã bảo vệ Praha khỏi sự hủy diệt của quân đội Thụy Điển năm 1648. Cột do nhà điêu khắc Jan Jiří Bendl đảm nhiệm. Đây là cột Đức Mẹ lâu đời thứ tư ở châu Âu, xếp sau các cột ở Roma (1614), Munich (1638) và Viên (1647).
Lúc bấy giờ, tượng đài cao khoảng 16 mét với một bức tượng Đức Mẹ mạ vàng cao 2 mét. Ở các góc cột có bốn bức tượng thiên thần tượng trưng cho bốn đức tính đang chiến đấu với các thế lực tà ác. Thiên thần đầu tiên đại diện cho sự khôn ngoan, đánh bại ác quỷ bằng một ngọn giáo. Thiên thần thứ hai đại diện cho chính nghĩa, đánh bại một con sư tử bằng một thanh kiếm. Thiên thần thứ ba đại diện cho lòng dũng cảm, đang chiến đấu với một con rồng. Thiên thần thứ tư đại hiện cho sự dịu dàng, đánh bại ác quỷ bằng cây Thánh giá.
Năm 1918, cột bị phá bỏ do ảnh hưởng từ sự thay đổi chế độ chính trị. Phần lớn các mảnh vỡ của bức tượng gốc và bốn tác phẩm điêu khắc các thiên thần hiện đang được lưu giữ tại Bảo tàng Quốc gia Lapidary ở Praha. Năm 2020, Hội đồng thành phố Praha phê duyệt kế hoạch xây dựng lại cột Đức Mẹ. Bức tượng Đức Mẹ Maria được lắp đặt trên cột mới vào ngày 4 tháng 6 năm 2020. Tượng đài này được thánh hiến long trọng vào ngày 15 tháng 8 năm 2020.